# Tanzio da Varallo

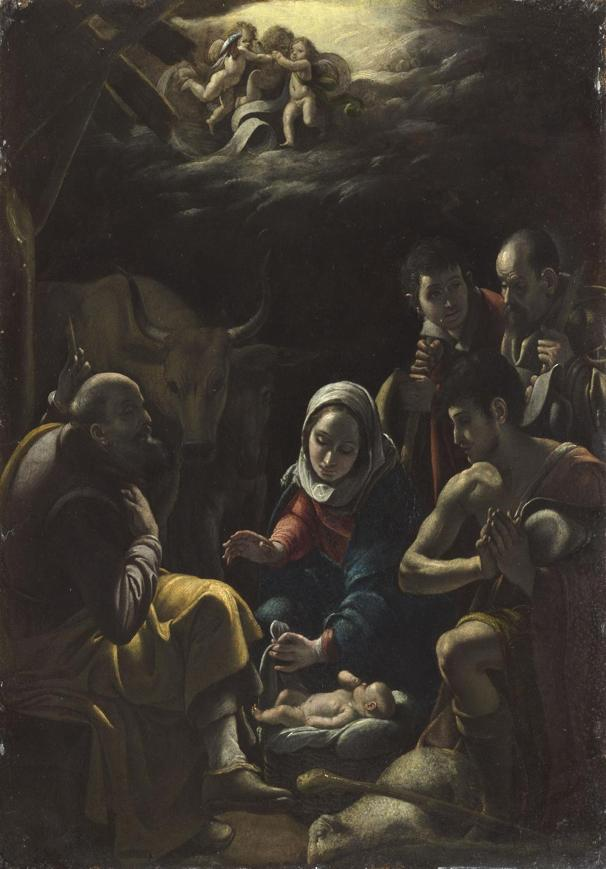
L'Adoration des bergers (1605-1610), coll. privée

Antonio d'Enrico , dit Tanzio da Varallo et Il Tanzio (Riale d’Alagna, vers 1575-1580 -  Varallo Sesia, vers 1632-1633) est un peintre italien de la fin du maniérisme et du début du baroque.

## Biographie
Antonio est le fils du sculpteur Giovanni d'Enrico, surnommé « Tanzio » - « fils de Anz » - du prénom de son père en haut-valaisan, le dialecte alémanique parlé à Riale d’Alagna.  De 1600 à 1615, il séjourne à Rome avec son frère Melchiorre, où il découvre sans doute les œuvres du Caravage, puis à Naples et peut-être dans les Abruzzes, dans les Pouilles, à Venise et à Vienne. De retour dans la Valsesia, il décore trois chapelles du Mont Sacré de Varallo de  tableaux  qui mêlent personnages en terre cuite et fresques, représentant des scènes de la Passion. Il réalise ensuite des fresques dans de nombreuses chapelles de la région.

## Œuvres
- Orléans, musée des Beaux-Arts: Saint Luc ; Saint Jérôme, 1625-1630, huiles sur bois, 16 cm chacun[2]